# Ioan Pipoș
Ioan Pipoș (n. 7 ianuarie 1822 Hondol – d. 10 octombrie 1888, Alba Iulia) a fost un avocat român din Transilvania, comite suprem („fișpan”, din maghiară főispán) al Comitatului Zarand între 1861–1867. În timpul cât a fost comite suprem a reușit să facă demersurile necesare pentru înființarea gimnaziului greco-ortodox din Brad.

## Genealogie
Ioan Pipoș se trage dintr-o veche familie de mineri. În timpul lui Horea un străbunic al său a venit în Hondol, iar din porecla sa, „Almășanu”, se presupune că ar fi venit din Almaș, dar se trăgea din Țebea. Lazăr, unul din fiii săi, a devenit proprietar de mine și a avut șapte copii, trei băieți și patru fete. Dintre băieți, Petru (1797–?) a devenit protopop la Geoagiu, cu scaunul protopopiatului la Hondol. Petru a avut șase copii, Ioan, Victor (consilier economic), Petru (jurist), Vasile (preot), Elisa și Eufemia.

## Studii și începutul activității
Ioan Pipoș și fratele său, Victor, au urmat studii de drept la Cluj și de minerit la Academia de Mine din Schemnitz. După terminarea studiilor, cei doi frați împreună cu mai mulți colegi au făcut o călătorie de studii în Austria (Salzburg și Tirol) și Italia.
Ioan Pipoș și-a început cariera în 1847 ca practicant la tribunalul din Zlatna, iar în 1948 a fost mutat la Sibiu. A participat la Adunarea de la Blaj din 15 mai de la Câmpia Libertății și a fost ales membru în Comitetul Permanent (cu sediul la Sibiu). Când Iosif Bem a ocupat Sibiul s-a refugiat în Țara Românească împreună cu ceilalți revoluționari de la 1848, unde a rămas până la sfârșitul revoluției. După revoluție a fost comisar adjunct al districtului militar Deva, din 1852 adjunct la tribunalul din Făgăraș, secretar de consilier la tribunalele din Sfântu Gheorghe, iar din 1854 prefect (germană Vorsteher) al districtului secuiesc Miercurea Ciuc.

## Comite suprem al Comitatului Zarandului

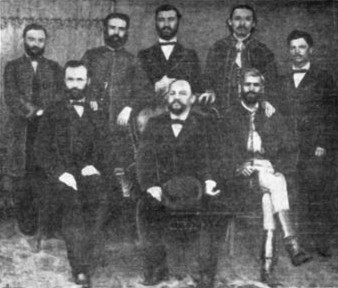
Pe scaune: Iosif Hodoș, vicecomite, deputat de Brad; Ioan Pipoș, comite suprem, Sigismund Borlea, protonotar, deputat de Hălmagiu.
În picioare: Ioan Moțiu, jude de tribunal; George Secula, vicenotar, fisc comitatens; Ioan Frâncu, fisc comitatens; Haralambie Munteanu, notar la comitat; Ioan Coșeriu, asesor.
Lipsește: Amoș Frâncu (senior), vicecomite.

În octombrie 1860, slăbit în urma Revoluției din 1848 și a bătăliilor de la Königgrätz, Magenta (fr/en) și Solferino, Imperiul Austriac a trecut de la absolutism la un sistem de guvernare constituțional și s-a avut în vedere descentralizarea prin federalizare, fiecare țară și provincie din imperiu putând avea parlament propriu și limbă oficială proprie. În acest context, în 1860 Comitatul Zarand a fost anexat administrației de la Buda, iar în martie 1861 a fost reorganizat, cu centrul administrativ la Baia de Criș, unde comite suprem a fost numit încă din 27 ianuarie Ioan Pipoș.
Ajuns la Baia de Criș, Pipoș a numit în funcțiile administrative români ca Iosif Hodoș, Sigismund Borlea și Amoș Frâncu (senior) și a introdus în administrație limba română ca limbă oficială, limba maghiară fiind folosită în problemele etnicilor maghiari. Utilizarea limbilor a fost judicioasă, astfel că un raport al unui inspector din Oradea menționa „(…) és öszintén ki kell mondanom, miszerint Zaránd megyében a román nyelv behozatala meggyözödésem szerint az ügymenetére semmi akadályt sem tesz” (română „(…) și cinstit vorbind, sunt convins că introducerea limbii române în comitatul Zarand nu împiedică cu nimic mersul lucrurilor”).
A fost invitat să facă parte din Camera magnaților (camera superioară a parlamentului de la Buda), dar a refuzat, considerând că asta l-ar obliga să-și schimbe atitudinea politică.
Cea mai mare realizare a sa, împreună cu Iosif Hodoș și Amoș Frâncu, a fost înființarea în 1869 a gimnaziului greco-ortodox din Brad, pentru care a făcut eforturi extraordinare în vederea constituirii fondurilor necesare înființării și funcționării lui și pentru întocmirea și aprobarea statutelor. Pentru constituirea fondurilor a vizitat în două rânduri fiecare din cele 92 de comune din comitat, care au fost obligate în acest scop de guvernul de la Buda să-și regularizeze în prealabil toate obligațiile financiare. Pentru aprobarea statutelor (au fost mai multe variante) a susținut o corespondență asiduă cu mitropolitul Andrei Șaguna și a făcut intervenții personale la Budapesta.
În 1867, la înființarea dualismul austro-ungar, Ioan Pipoș a fost disponibilizat cu o pensie anuală de doar 400 de florini (echivalent 116 g aur), absolut insuficient. În urma unor intervenții ale lui Sigismund Borlea în parlament și ale lui Andrei Șaguna, pensia îi este dublată, dar rămâne tot pe la jumătate față de ce i se cuvenea. Fiind sărac, deoarece minele din Hondol nu mai funcționau, și având familie mare, 10 copii, este nevoit ca în 1869 (la 47 de ani) să-și dea cenzura (examenul de autorizare) de avocat și să-și deschidă un cabinet de avocatură la Deva, unde a profesat până în 1875. Apoi s-a mutat la Alba Iulia, unde a continuat să profeseze până la moarte. A fost îngropat în cavoul familiei din Hondol.